# قزل‌حصار (شیروان)
قزل حصار روستایی در دهستان زوارم بخش مرکزی شهرستان شیروان استان خراسان شمالی ایران است.

## جمعیت
بر پایه سرشماری عمومی نفوس و مسکن در سال ۱۳۹۵ جمعیت این مکان ۱۱۹ نفر (۳۵خانوار) بوده‌است.